# Dalur

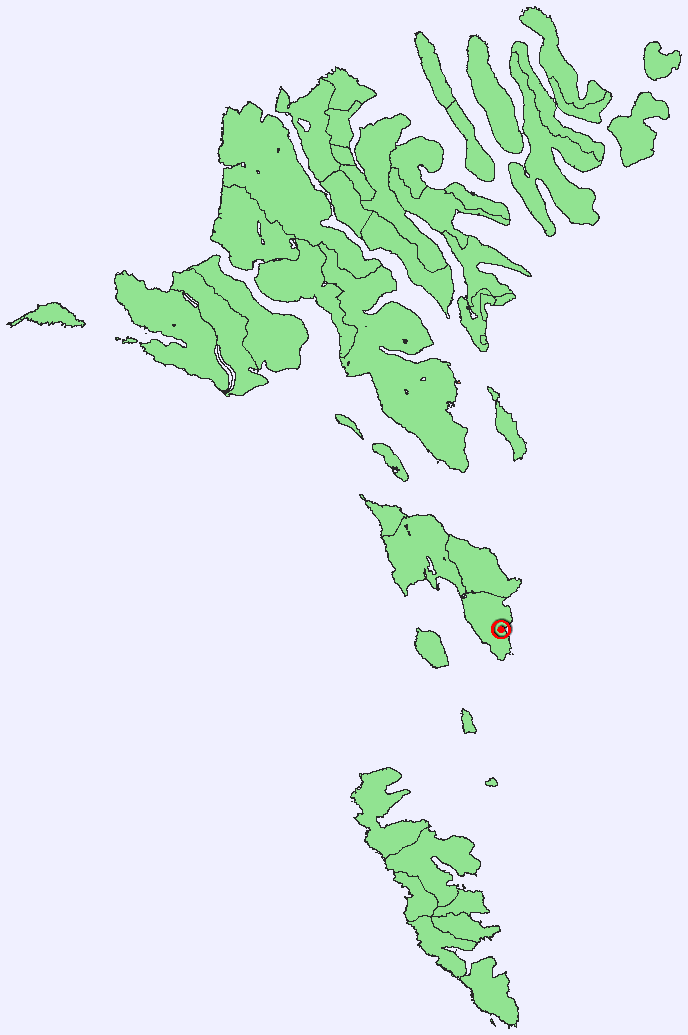
Lage von Dalur

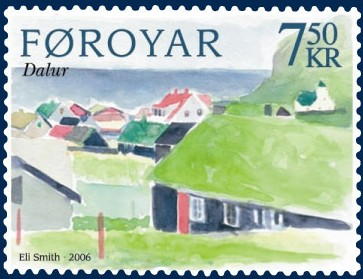
Dalur auf einer färöischen Briefmarke von 2006

Dalur [ˈdɛalʊɹ] (dänisch: Dal, wörtlich: Tal) ist ein Ort der Färöer, der südlichste der Insel Sandoy.
- Einwohner: 49  (1. Januar 2007)
- Postleitzahl: FO-235
- Kommune: Húsavík (Färöer)

Dalur liegt im Süden Sandoys an der Ostküste in einem großen Tal (daher der Name) und verfügt über eine relativ große Allmende. In südliche Richtung führt eine schmale Straße zur Südspitze Sandoys, von wo aus man zu Fuß den Vogelfelsen Skorin erreichen kann. Hier halten sich große Schwärme von Papageitauchern während der Brutzeit auf. Dies ist für den Pflanzenwuchs förderlich, weshalb das Fleisch der Schafe sehr gut ausfällt. 
Dalur ist ein altes Dorf, das 1404 das erste Mal erwähnt wurde, wobei alten Urkunden zu entnehmen ist, dass es auch Varmadalur („warmes Tal“) genannt wurde. Dabei dürfte es kaum so alt sein wie die beiden anderen Dörfer – Skálavík und Húsavík auf der Ostseite der Insel. Das Dorf liegt relativ isoliert, zumal es eine Straßenanbindung erst seit 1963 gibt. Die Straße verläuft an steilen Berghängen entlang, weshalb das Abrutschen von Stein und Erde auf die Fahrbahn keine Seltenheit ist. Jetzt gibt es Pläne für einen Straßentunnel durch das Gebirge zwischen Húsavík und Dalur.
Die Kirche von Dalur wurde 1957 errichtet und war damit die erste Kirche im Dorf. 
Hauptsächlich betreiben die Einwohner Landwirtschaft und Fischerei. 1989 erhielt der Ort zwei neue Trawler.